# Poggio Perugino
Poggio Perugino is een plaats (frazione) in de Italiaanse gemeente Rieti.